# Invisible power
Invisible power, a symphonic prayer is een studioalbum van Gandalf. Motto van het album is aldus het boekwerk: "Music is the language of our soul, a mirror of a secret world inside, reflecting out true nature, the key to a reality beyond the veils of our conciousness, a messenger of love". Het album met new-agemuziek werd opgenomen in Gandalfs geluidsstudio Electric Mind.

## Musici
- Gandalf – alle muziekinstrumenten
- Gernot Ursin – percussie op The final day

## Muziek
| Nr. | Titel                                             | Duur  |
| --- | ------------------------------------------------- | ----- |
| 1.  | 1st movement (Seed of seeds)                      | 7:29  |
| 2.  | 2nd movement (The river of permanent changes (1)) | 3:58  |
| 3.  | 2nd movement (The river of permanent changes (2)) | 3:27  |
| 4.  | 2nd movement (The river of permanent changes (3)) | 2:14  |
| 5.  | 2nd movement (The river of permanent changes (4)) | 4:07  |
| 6.  | 2nd movement (The river of permanent changes (5)) | 3:02  |
| 7.  | 3rd movement (Light of the eternal spirit)        | 8:46  |
| 8.  | 4th movement (The final day)                      | 10:06 |
| 9.  | 5th movement (Invisible power (1))                | 0:44  |
| 10. | 5th movement (Invisible power (2))                | 7:03  |